# Oostelijke veldmuis
De oostelijke veldmuis (Microtus rossiaemeridionalis of ook wel M. levis, M. subarvalis of M. epiroticus) is een soort woelmuis. De soort is nauw verwant aan de sterk gelijkende gewone veldmuis (Microtus arvalis), die vroeger tot dezelfde soort werd gerekend. Mogelijk is M. mystacinus de Filippi, 1865 een nog oudere naam.
De oostelijke veldmuis is lastig te onderscheiden van de gewone veldmuis. Verschillen zijn te vinden in de genitaliën, de zaadcellen en het aantal chromosomen. Ook is hij groter dan de meeste ondersoorten van de veldmuis. De oostelijke veldmuis wordt 105 tot 128 millimeter lang en 25 tot 46 gram zwaar. De staart is 33 tot 52 millimeter lang.
De oostelijke veldmuis is voornamelijk in de schemering actief. Het is een planteneter. 's Zomers voedt hij zich voornamelijk met bladeren en plantenstengels, 's winters meestal met wortels. Het voortplantingsseizoen duurt van maart tot oktober. Een vrouwtje kan tot drie worpen per jaar krijgen.
De oostelijke veldmuis komt voor in Rusland, Zuid-Finland, Oekraïne en de zuidelijke en oostelijke Balkan.